# ایستگاه متروی وکیل‌الرعایا
ایستگاه وکیل‌الرعایا یازدهمین ایستگاه خط ۱ متروی شیراز است. این ایستگاه در نزدیکی بازار وکیل، مسجد وکیل و حمام وکیل واقع شده است و با مساحت ۹۳/۱۳۷۳۶ متر مربع و عمق ۱۹/۳۲ متر و از نوع عمیق (۳ طبقه) سکو جزیره‌ای با یک طبقه تجاری است. این ایستگاه به عنوان آخرین ایستگاه خط یک مترو در تاریخ ۶ شهریور ۱۳۹۹ مورد بهره‌برداری قرار گرفت.
این ایستگاه برگرفته از معماری ایرانی در دوران زندیان است و جز زیباترین ایستگاه‌های مترو در ایران است.

## مسیرهای ایستگاه
- بلوار کریمخان زند

## محله‌های ایستگاه
- شهرداری شیراز
- گود عربان
- شاهچراغ
- آستانه
- دروازه اصفهان
- بهارستان
- بازار وکیل
- حمام وکیل
- مسجد وکیل

## زیباترین ایستگاه کشور
به دلیل استفاده از معماری ایرانی-اسلامی این ایستگاه جز زیباترین ایستگاه‌های کشور است. این ایستگاه دارای بزرگ‌ترین سازه فلزی معلق مواج در متروهای کشور است.